# Сьвіняри (Седлецький повіт)
Сьвіняри (пол. Świniary) — село в Польщі, у гміні Мокободи Седлецького повіту Мазовецького воєводства.
Населення — 210 осіб (2011).
У 1975—1998 роках село належало до Седлецького воєводства.

## Демографія
Демографічна структура станом на 31 березня 2011 року:
|          | Загалом | Допрацездатний вік | Працездатний вік | Постпрацездатний вік |
| -------- | ------- | ------------------ | ---------------- | -------------------- |
| Чоловіки | 108     | 24                 | 69               | 15                   |
| Жінки    | 102     | 31                 | 48               | 23                   |
| Разом    | 210     | 55                 | 117              | 38                   |